# Aéroport régional de Cutler
 (mars 2024).
L'aéroport régional de Cutler (code FAA : ME2)     est un aéroport public situé à 4 km à l'ouest du quartier des affaires de Cutler, une ville du comté de Washington, dans le Maine, aux États-Unis. 

## Installations et avions
L'aéroport régional de Cutler couvre une superficie de 20 ha à une altitude de 17 m au-dessus du niveau de la mer. Il possède une piste désignée 9/27 avec une surface de gravier de 10 788 m² (899 m x 12 m). 
Durant les 12 mois précédents le 20 août 2023, l'aéroport de Cutler a effectué 200 opérations d'aviation générale, soit une moyenne d'environ 16 par mois, dont environ 50% relevaient de l'aviation générale de passage et 50 % de l'aviation générale locale. A cette époque, il y avait 2 avions monomoteurs basés sur l'aéroport. 